# Peligotita
La peligotita és un mineral de la classe dels sulfats. Rep el seu nom d'Eugène-Melchior Péligot (1811-1890), químic francès acreditat per l'aïllament de la primera mostra d'urani metàl·lic.

## Característiques
La peligotita és un sulfat de fórmula química Na₆(UO₂)(SO₄)₄·4H₂O. Va ser aprovada com a espècie vàlida per l'Associació Mineralògica Internacional l'any 2015. Cristal·litza en el sistema triclínic. La seva duresa a l'escala de Mohs és 2,5. És una espècie relacionada amb l'ottohahnita. També és químicament similar a la fermiïta i a l'oppenheimerita; així com amb els hidrosulfats belakovskiïta i meisserita, i amb els sulfats plašilita i natrozippeïta, tot i que una mica menys.

## Formació i jaciments
Va ser descoberta a la mina Blue Lizard, al Red Canyon, al districte de White Canyon del comtat de San Juan (Utah, Estats Units). Es troba juntament amb la klaprothita i l'ottohahnite. Aquests tres minerals són molt similars en termes de propietats físiques i químiques (color, fractura, duresa, solubilitat en aigua i fluorescència).